# Red River Gorge

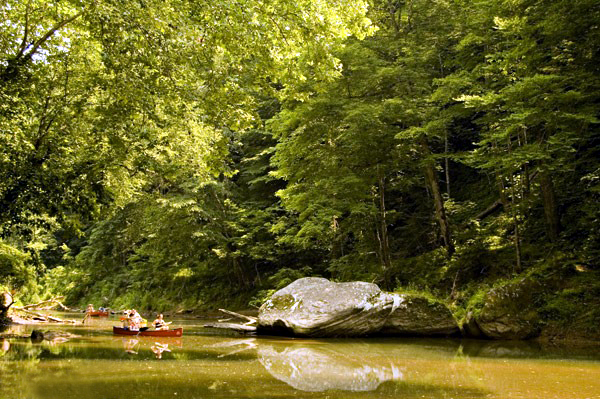
Red River im Red River Gorge Geological Area

Die Red River Gorge (engl. gorge = Schlucht) ist Teil eines Canyonsystems des namensgebenden Flusses im zentralen Osten Kentuckys in den Vereinigten Staaten.
Ein Großteil seines Einzugsgebietes (113 km²) wurde als Teil des Daniel Boone National Forest gekauft und zu einem National Natural Landmark erklärt. 
Gekennzeichnet wird die Umgebung durch hohe Sandsteinklippen, Wasserfälle und 41 Naturbrücken.
Die Red River Gorge ist, bedingt durch die vielen sehr steilen Sandsteinfelsen, zu einem Klettergebiet mit weltweiter Beachtung geworden.